# Lambertazzi (famiglia)

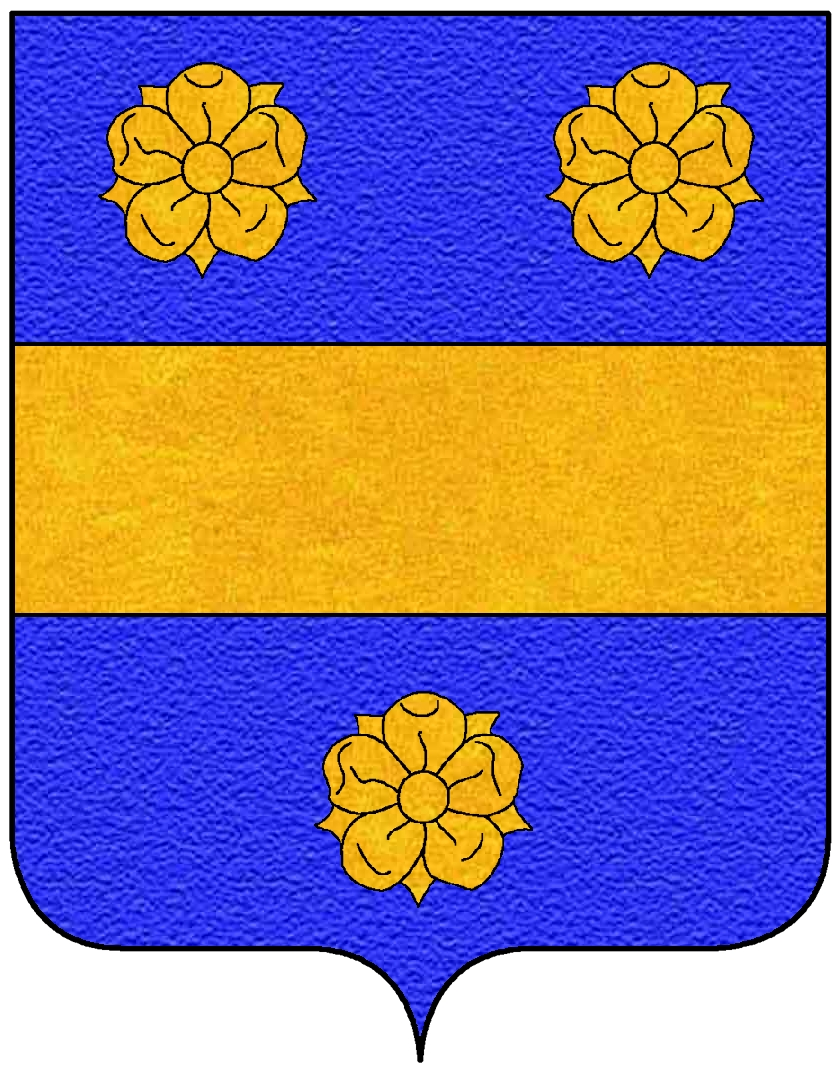
Stemma della famiglia

Lambertazzi era una nobile famiglia ghibellina di Bologna, forse discendente da un Petrone, vissuto nella seconda metà del X secolo e insignito del titolo marchionale.

## Storia
Deve il suo nome a Lamberto, detto "Lambertazzo", vissuto alla fine del XII secolo. Fu nemica dei guelfi Geremei, che nel 1274 li costrinsero all'esilio. Papa Niccolò III riappacificò le due famiglie nel 1279, ma nel dicembre dello stesso anno i Lambertazzi vennero definitivamente cacciati. 
Risulta estinta nel 1408.